# Lotsenleiter

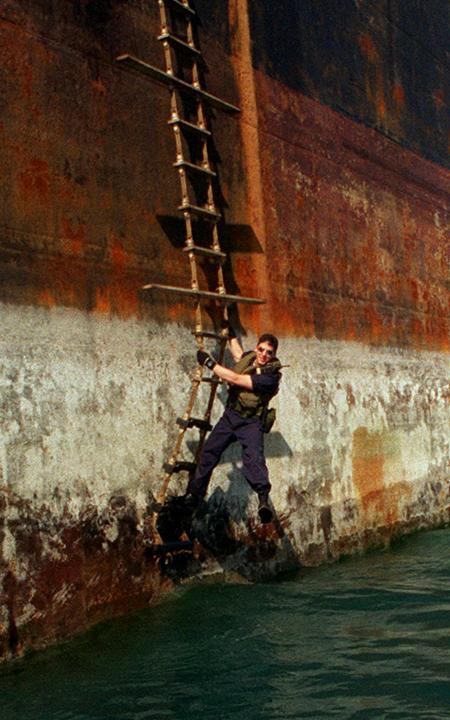
Lotsenleiter mit Besatzungsmitglied nahe der Wasserlinie

Eine Lotsenleiter ist eine Strickleiter, die an einem Schiff befestigt ist, damit der Lotse des Schiffes bzw. die Inspektoren schnell und sicher an Bord des Schiffes und wieder herunterkommen können.
Lotsenleitern unterstehen, sofern sie gewerblich eingesetzt werden, im Gegensatz zur einfachen Jakobsleiter (Strickleiter) bestimmten Bauartvorschriften zur Gewährleistung der Sicherheit. Sie sind etwa alle 2 Meter mit überlangen Sprossen ausgerüstet, die verhindern, dass sich die Leiter verdreht oder pendelt.